# Philippe Maystadt
Philippe M.P.J. Maystadt (Petit-Rechain, 14 maart 1948 – Nijvel, 7 december 2017) was een Belgisch politicus voor de PSC.

## Biografie
Philippe Maystadt behaalde de diploma's van doctor in de rechten aan de Université catholique de Louvain, kandidaat in de letteren en de wijsbegeerte aan de UCL en Master of Arts in Public Administration aan de Claremont Graduate School in Los Angeles in de Verenigde Staten. Vervolgens werd hij beroepshalve hoogleraar aan de UCL.
Van 1974 tot 1977 was hij ook kabinetsadviseur op het kabinet van minister van Waalse Aangelegenheden Alfred Califice.

### Politieke loopbaan
Voor de PSC - voorloper van de cdH - zetelde hij van 1977 tot 1991 in de Kamer van volksvertegenwoordigers, wat hij in 1995 en van 1998 tot 1999 opnieuw was. Van 1991 tot 1995 en voor enkele maanden in 1999 was hij rechtstreeks gekozen senator in de Senaat. Van 1977 tot 1995 was hij hierdoor automatisch ook lid van de Cultuurraad voor de Franse Cultuurgemeenschap (1977-1980), de Raad van de Franse Gemeenschap (1980-1995) en de Waalse Gewestraad (1980-1995).
Van 1978 tot 1979 was hij politiek secretaris van de PSC en lid van de Conseil économique régional de Wallonie, waarna hij tussen 1979 en 1998 een lange ministeriële loopbaan volgde. Van 1979 tot 1980 was hij staatssecretaris voor het Waalse Gewest (toegevoegd aan minister van het Waals Gewest Jean-Maurice Dehousse), van 1980 tot 1981 minister van Openbaar Ambt en Wetenschapsbeleid, belast met de coördinatie van het Leefmilieubeleid, van 1981 tot 1985 minister van Begroting, Wetenschapsbeleid en het Plan, van 1985 tot 1988 minister van Economische Zaken en van 1988 tot 1998 minister van Financiën (van 1995 tot 1998 eveneens belast met Buitenlandse Handel). Van 1986 tot 1988 en 1995 tot 1998 was hij tevens vicepremier. Als minister van Financiën begeleidde hij België bij de toegang tot de Eurozone en in 1990 ondertekende en bekrachtigde hij samen met 14 andere regeringsleiders een van de meest liberale abortuswetgevingen ter wereld, nadat koning Boudewijn I dit had geweigerd. Hij eindigde zijn politieke loopbaan als partijvoorzitter van de PSC, wat hij was van 1998 tot 1999.
Van 1988 tot 1998 was hij in de hoedanigheid van minister van Financiën eveneens gouverneur van de Inter-Amerikaanse Ontwikkelingsbank, de Aziatische Ontwikkelingsbank, het Afrikaans Fonds voor Ontwikkeling, de Internationale Bank voor Wederopbouw en Ontwikkeling en de Afrikaanse Ontwikkelingsbank. Van 1991 tot 1998 was hij gouverneur van de Europese Bank voor Wederopbouw en Ontwikkeling.

### Na de politiek
Van 2000 tot 2011 was hij voorzitter van de Europese Investeringsbank.
In 2011 volgde hij Peter Sutherland als voorzitter van de denktank European Policy Centre op. Herman Van Rompuy volgde hem in 2015 op.
In 2012 volgde hij Theo Rombouts als voorzitter van de Federale Raad voor Duurzame Ontwikkeling op. In 2013 nam hij ontslag uit deze functie. Magda Aelvoet volgde hem op.
In 2013 werd hij door de Europese Commissie benoemd tot speciaal gezant voor de promotie van internationale boekhoudkundige normen.
Van 2014 tot enkele maanden voor zijn overlijden in 2017 was hij voorzitter van de Académie de recherche et d'enseignement supérieur (ARES) van de Fédération Wallonie-Bruxelles. Jean-Pierre Hansen volgde hem op.
In 2015 werd hij in opvolging van Jean-Claude Juncker voorzitter van het Centre international de formation européenne (CIFE). Na zijn overlijden volgde Herman Van Rompuy hem op.
Op 7 december 2017 bezweek hij op 69-jarige leeftijd aan de gevolgen van amyotrofe laterale sclerose (ALS).

## Eretekens
- België: Minister van Staat, 1998
- België: Grootkruis in de kroonorde, KB 11 mei 2003

## Publicaties
- Des lieux et de moments. Comment on décide en politique, Waterloo, Avant-Propos, 2017.